# Iglesia de Santa María de las Nieves (La Algaba)

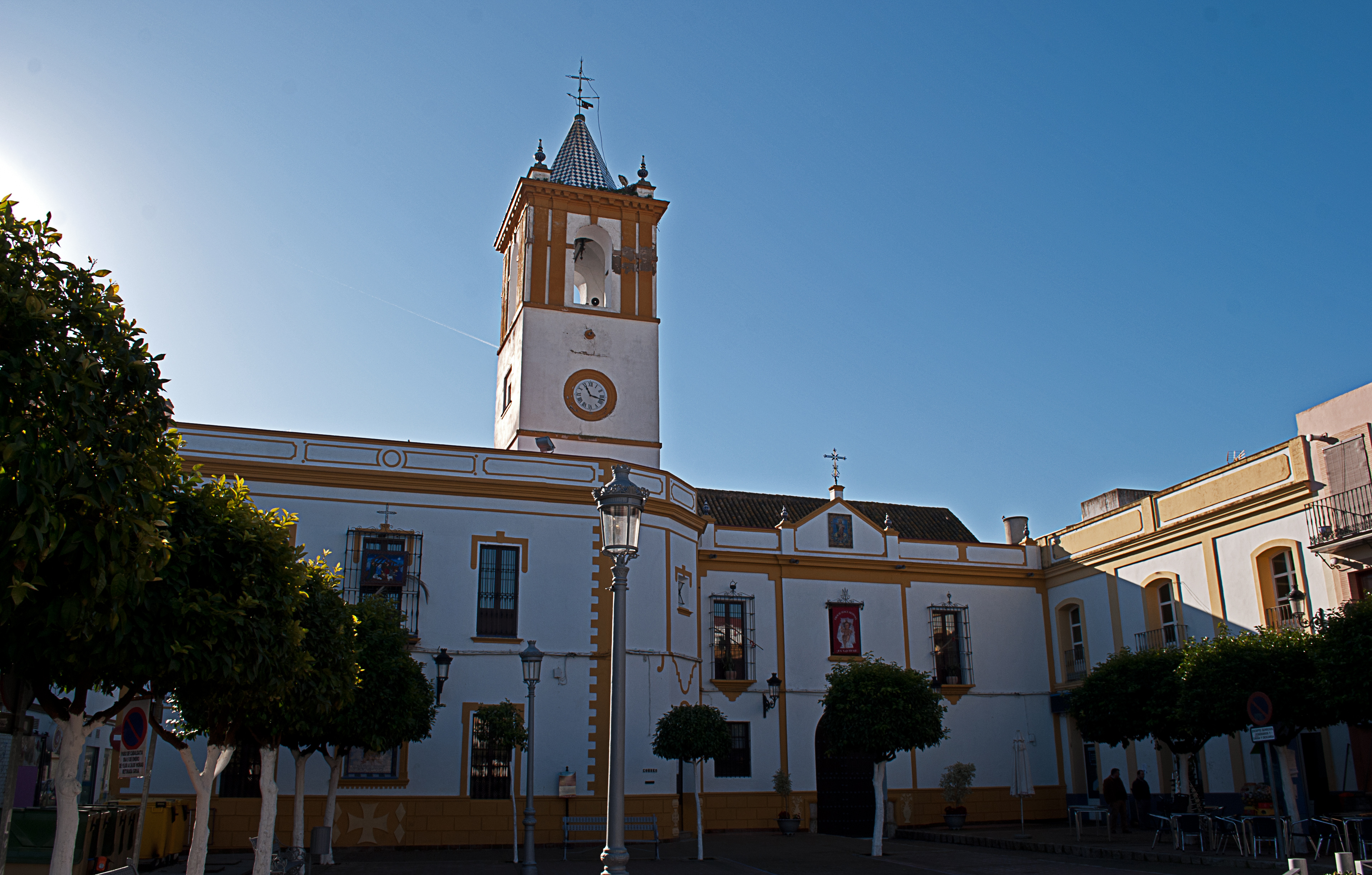
Iglesia de Santa María de las Nieves.

La iglesia de Santa María de las Nieves se encuentra en la localidad de La Algaba, provincia de Sevilla, Andalucía, España.

## Historia
Se comenzó a construir a finales del siglo XIV y se terminó a comienzos del siglo XVI. Era de estilo gótico-mudéjar. Tuvo que ser reedificada tras el terremoto de Lisboa en 1755. Esta reedificación la realizaron Pedro de San Martín, Tomás Zambrano y Pedro de Silva. Se conservan la cabecera, con bóvedas de crucería, y las puertas laterales, difíciles de apreciar por encontrarse embutidas en el muro tras la reforma posterior. Del XVIII son las tres naves reconstruidas y las capillas del lado derecho. En 1925 Juan Talavera y Heredia construó una capilla neogótica a los pies de la nave izquierda.

## Descripción
El retablo mayor es del siglo XVIII. En el centro del retablo hay una imagen de la Virgen de las Nieves del siglo XVIII. El retablo tiene varias esculturas de santos, siendo las más antiguas del siglo XVI y provienen del convento franciscano que hubo en la localidad.
En la nave izquierda está la capilla de Santa Marta, con una escultura de 1590 de esta santa portando una cruz y un acetre de plata labrada. En el mismo lado hay un Resucitado del siglo XVII de la escuela montañesina. A los pies de este lado está la capilla de la Marquesa, realizada en 1925 con el mecenazgo de Pilar García Desmaissieres. Esta capilla tiene un zócalo de azulejos de Triana y un artesonado neomudéjar. Frente a la entrada de esta capilla hay un retablo de 1599 traído de Igualada. Este retablo está decorado con pinturas de la Coronación de la Virgen, San Antonio, San Jerónimo en el desierto y otros santos. En el centro del retablo hay una imagen de la Virgen con el Niño muy anterior al retablo. En el muro izquierdo hay un púlpito decorado con pinturas.
En la parte delantera de la nave derecha hay un retablo barroco con un Crucificado, una Dolorosa y un San Juan Bautista, también barrocos. En el mismo lado está el retablo de San José, más reciente y decorado con estítipes.
En esta iglesia también se conserva un antiguo Cristo de la Vera Cruz, realizado por Blas Hernández Bello en 1626. También alberga unas crismeras de plata del siglo XVII realizadas por Francisco de Alfaro y que estuvieron en el convento de San Francisco de la localidad. La sillería del coro es de madera tallada y fue realizada a finales del siglo XVIII.
En esta iglesia tienen su sede las siguientes hermandades: Hermandad y Cofradía de Nazarenos de Nuestro Padre Jesús Cautivo y Rescatado, María Santísima del Dulce Nombre y San Juan Evangelista, Antigua, Real e Ilustre Hermandad y Cofradía de Nazarenos del Santísimo Cristo de la Vera Cruz, Nuestra Madre y Señora María Santísima de la Esperanza y San Juan Evangelista y Antigua, Real, Ilustre y Franciscana Hermandad y Cofradía de Nazarenos del Santo Entierro de Cristo, Nuestra Señora de la Soledad y Resurrección Gloriosa.